# طواف مونستر 2016

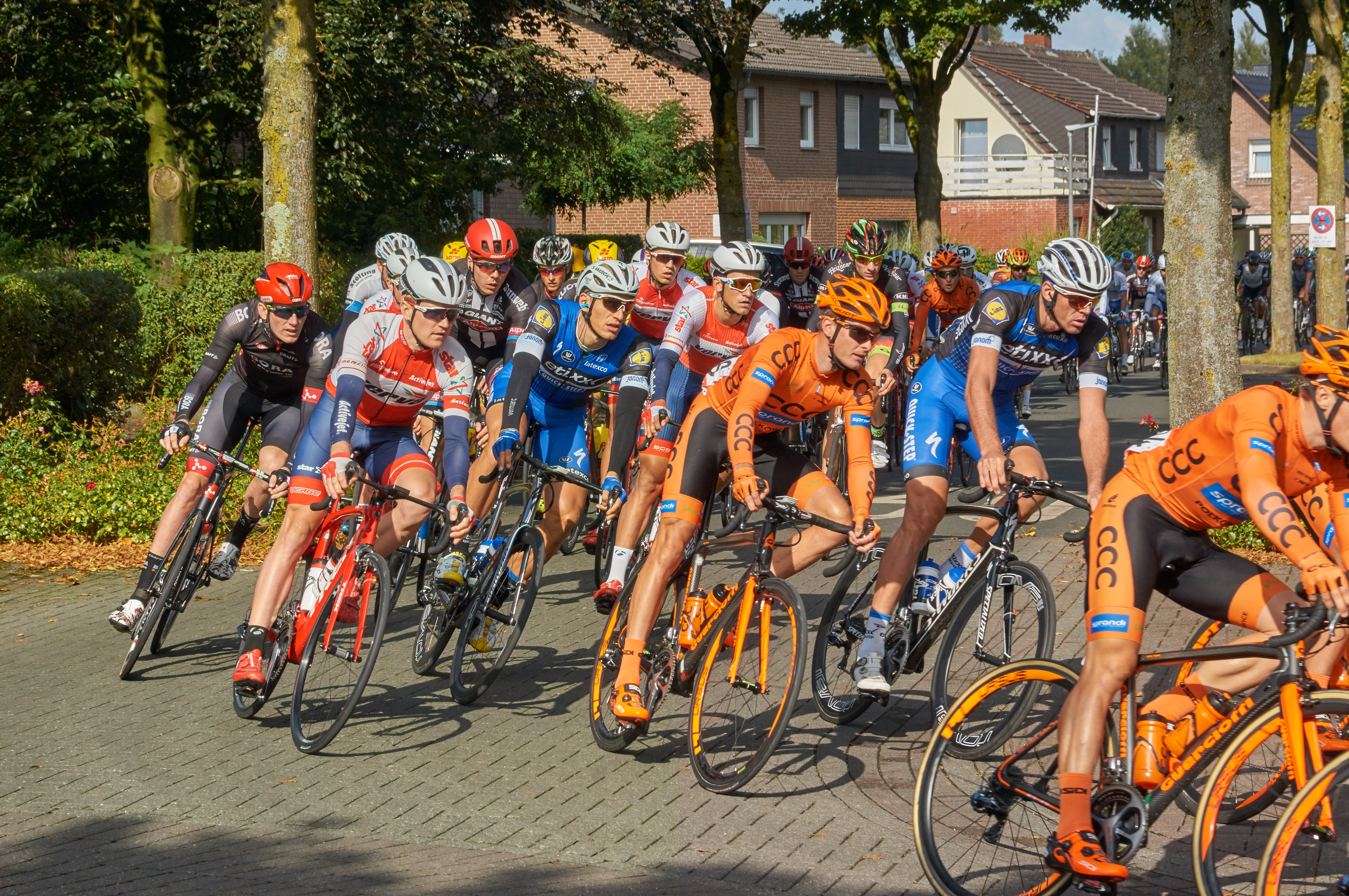

طواف مونستر 2016 (بالألمانية: Münsterland Giro 2016) هو سباق دراجات هوائية، وهو الموسم رقم 11 من نفس السباق، وأقيم في 3 أكتوبر 2016، وامتدّ لمسافة 208 كيلومتر، وهو أحد سباقات طواف أوروبا للدراجات 2016، وهو من نوع سباق يوم واحد، وقد شارك في السباق 162 متسابقاً ووصل إلى نهايته 117 متسابقاً.
فاز فيه بالمركز الأول جون ديجينكولب، وبالمركز الثاني روي يانس، وبالمركز الثالث باسكال أكرمان.

## الفرق
| فرق عالمية (4)- Giant-Alpecin - Lotto-Soudal - Dimension Data - Etixx-Quick Step فرق قارية محترفة (9)- Bora-Argon 18 - CCC Development Team ‏ - ONE Pro Cycling ‏ - Stölting Service Group (cycling team) ‏ - Verva ActiveJet ‏ - سبورت فلاندرين بالويس 2016 ‏ - Akros–Excelsior–Thömus ‏ - Wanty-Groupe Gobert - تيم نوفو نورديسك ‏ فرق قارية (9)- بايك أيد ‏ - Rad-Net Oßwald ‏ - Team Lotto–Kern Haus ‏ - ميتك-تي كي إتش مانتيل 2016 ‏ - Pauwels Sauzen–Vastgoedservice ‏ - Sauerland NRW-SKS Germany ‏ - 0711 Cycling ‏ - LKT Team Brandenburg ‏ - Team Heizomat ‏ |  |
| |  |

## الفائزون
| الترتيب | الفائز        |
| ------- | ------------- |
| الفائز  | جون ديجينكولب |
| الثاني  | روي يانس      |
| الثالث  | باسكال أكرمان |

## وصلات خارجية
- طواف مونستر 2016 على موقع إحصائيات الدراجات الإحترافية (الإنجليزية)